# گوشی دوربین‌دار

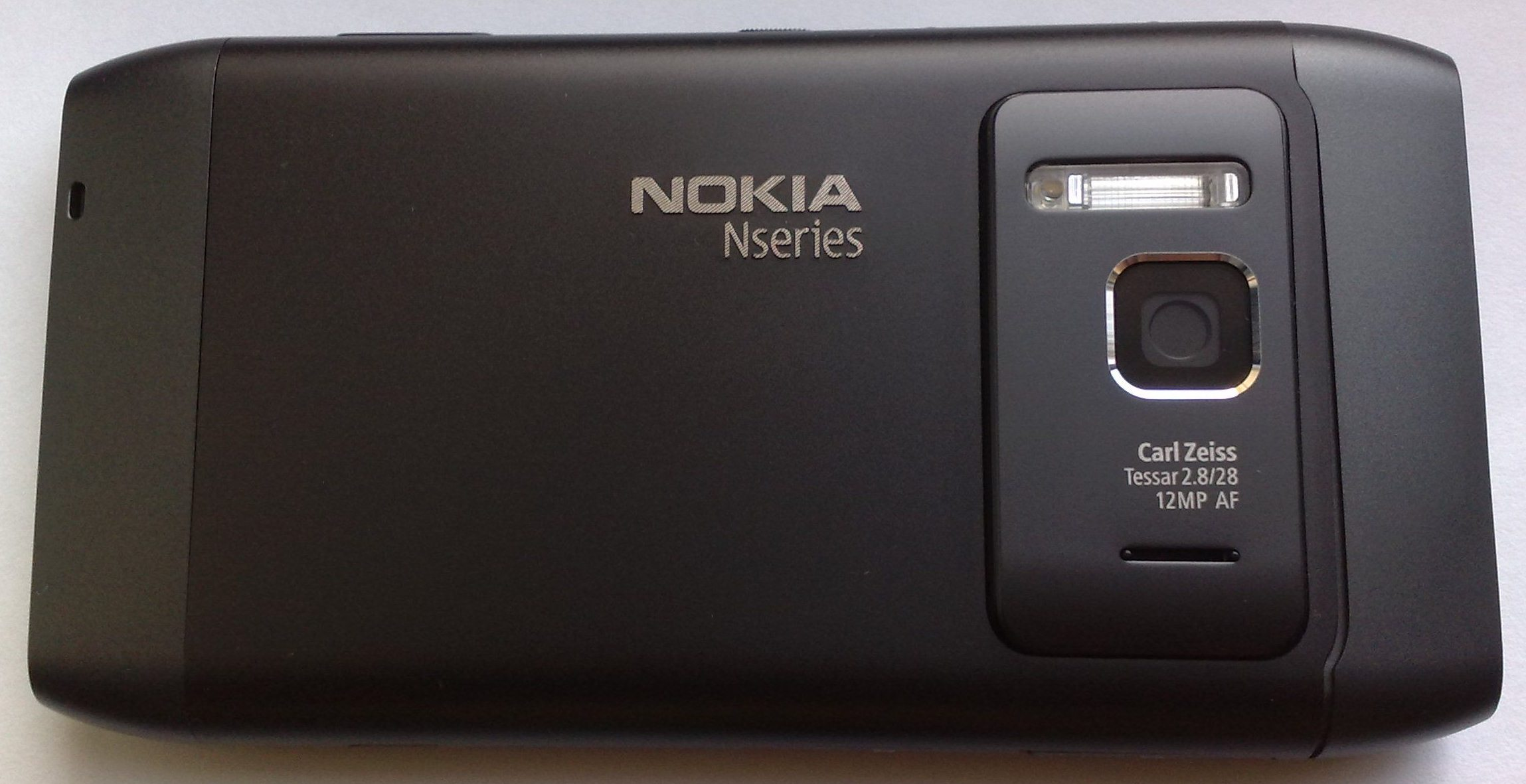
در این تصویر ما گوشی(Nokia N8) را میبینیم. نوکیا N8 یک گوشی هوشمند مبتنی بر صفحه نمایش لمسی است که توسط نوکیا ساخته شده است. نوکیا N8 که در 27 آوریل 2010 معرفی شد، نخستین دستگاهی بود که بر روی سیستم عامل تلفن همراه Symbian^3 اجرا می‌شد و دستگاه پرچم‌دار این شرکت در سال بود.

گوشی دوربین‌دار تلفن همراهی است که قادر به تهیه عکس و ویدئو است. از ابتدای قرن ۲۱ میلادی غالب گوشی‌های همراه دوربین‌دار هستند. نخستین تلفن‌همراه تجاری دارای دوربین در ماه مه ۱۹۹۹ با نام Visual Phone VP-210 توسط شرکت کیوسرا در ژاپن تولید و معرفی شد.